# Ivana Renić
Ivana Renić (21. kolovoza 1996.) hrvatska je atletičarka koja se natječe u sportskom hodanju. Višestruka je državna rekorderka u disciplinama hodanja 3000m u dvorani, 5000m, 10000m, 20000m, 10km, 20km, 50km. Osvojila je 10. mjesto na Europskom atletskom prvenstvu u Berlinu 2018. godine, u hodanju 50 km, a u istoj disciplini se nalazi na 36. mjestu svjetske ljestvice "svih vremena", temeljem rezultata 4:20:17, vrijednog 1160 bodova po tabelama Svjetske atletike.
Prva je atletičarka iz Hrvatske koja je nastupila na 50 km, istu utrku i završila te ostvarila vrijeme ispod 5 sati (sve to je ostvarila 2018. godine na prvoj utrci na 50 km  u karijeri) i ispod 4.5 sata na 50 km (2019.), ostvarila vrijeme ispod 2 sata (2016.) i ispod 100 minuta (2018. godine) na 20 km, ispod 50 minuta (2018.) i ispod 45 minuta (2024.) na 10 km/10 000m  i ispod 25 minuta na 5000 m/5 km (2017. godine). 
Prvi put na 3000 m (u dvorani) spustila se ispod 15 minuta na državnom dvoranskom seniorskom prvenstvu 2019. godine s vremenom 14:58,01. To je bio novi državni rekord. Postala je tako druga hrvatska brza hodačica s vremenom ispod 15 minuta na 3000 m, jer je tjedan dana ranije na državnom dvoranskom prvenstvu za mlađe kategorije to uspjelo mlađoj kolegici iz reprezentacije.
Prva je hrvatska hodačica koja je nastupila na nekom svjetskom prvenstvu (mlađejuniorsko 2013.) i europskom prvenstvu (mlađeseniorsko 2017.). Natupila je na seniorskom Europskom prvenstvu 2018. U ožujku te godine rezultatom 4;46:27 u hodanju na 50 km postala je prvi predstavnik u brzom hodanju iz Hrvatske u povijesti koji je ostvario normu za seniorsko atletsko prvenstvo Europe i koji je nastupio na istom.
Nastupila je i na Svjetskom atletskom prvenstvu 2019. u Dohi, gdje nije završila utrku. Postala je time prva hodačica iz Hrvatske koja je nastupila na seniorskom Svjetskom prvenstvu. Bila je blizu kvote od 60 atletičarki na rang listi za nastup na Olimpijskim igrama u Tokiju (na 65. mjestu).
U hodanju 20 km ima osobni rekord 1:32:57 i na Prvenstvu Balkana u hodanju 2019. osvojila je srebrnu medalju.
Tijekom sportske karijere u 24 nastupa postigla je ukupno 45 hrvatska rekorda.

### Osobni rekordi
d – dvorana
| Udaljenost | Vrijeme  | WA bodovi |
| ---------- | -------- | --------- |
| 50 km      | 4;20:17  | 1121      |
| 20 km      | 1;32:57  | 1086      |
| 10 km      | 48:13,00 | 978       |
| 5000 m     | 22:33,93 | 1035      |
| 3000 m     | 15:08,76 | 743       |
| 3000m (d)  | 14:07,23 | 961       |

### Najbolji rezultati Ivane Renić u hodanju 20 km po godinama
s – 20.000 m na stazi
| Godina | Rezultat   | WA bodovi |
| ------ | ---------- | --------- |
| 2016.  | 1;52:41    | 775       |
| 2017.  | 1;46:36    | 865       |
| 2018.  | 1;37:15    | 1014      |
| 2019.  | 1;34:48    | 1055      |
| 2020.  | 1;38:41(s) | 990       |
| 2021.  | 1;42:19    | 932       |
| 2022.  | 1;32:57    | 1086      |

## Vanjske poveznice
- profil na worldathletics